# Чудесна Жена 1984
Чудесна Жена 1984 (енгл. Wonder Woman 1984; стилизовано на екрану и често скраћено као ЧЖ84) је амерички суперхеројски филм из 2020. године заснован на лику Чудесне Жене DC Comics-а. Представља наставак филма Чудесна Жена из 2017. године и девети део у DC-јевом проширеном универзуму (DCПУ). Филм је режирала Пати Џенкинс из сценарија који је написала са Џефом Џонсом и Дејвидом Калахамом, а заснован на причи Џонса и Џенкинсове. Гал Гадот глуми Дајану Принс / Чудесну Жену, поред Криса Пајна, Кристен Виг, Педра Паскала, Робин Рајт и Кони Нилсен. Постављен у 1984. годину током Хладног рата, филм прати Дајану и њену прошлу љубав Стива Тревора док се суочавају са Максом Лордом и Гепардом.
Дискусија о наставку настала је убрзо након издања првог филма у јуну 2017. године, а одлука о наставку потврђена је следећег месеца. Главна фотографија започела је 13. јуна 2018. године, снимање се одвијало у Warner Bros. Studios-у, у Енглеској, као и у округу Колумбија и Северној Вирџинији у Сједињеним Државама, Лондону и Даксфорду у Енглеској, Тенерифима и Фуертевентури на Канарским острвима и на острвима Алмерија у Андалузији. Продукција је завршена 22. децембра 2018, након шестомесечног снимања, са додатним снимањем у јулу 2019. године.
Филм Чудесна Жена 1984 је првобитно заказан за широко биоскопско издање у Сједињеним Државама 5. јуна 2020, али је више пута одлагано и на крају отказано због пандемије ковида 19. Филм је премијерно приказан 15. децембра 2020. године, преко виртуелне платформе DC FanDome и био је биоскопски издат у Сједињеним Државама од стране Warner Bros. Pictures-а 25. децембра 2020. године, и такође доступан за дигитално стримовање на HBO Max-у месец дана пре преласка на премијум видео на захтев. На међународним тржиштима која немају HBO Max, филм је биоскопски издат 16. децембра 2020. године. Филм је биоскопски издат 24. децембра 2020. године у Србији и 11. маја 2021. године је дигитално издат на HBO Go-у. Добио је мешовите критике критичара, који су похвалили његове „ескапистичке квалитете” и Џенкинсино гледање 1980-их, али сматрали су га „претераним или клишеираним”. Филм је зарадио 166 милиона долара широм света, није успео да профитира због ограничених биоскопа током пандемије ковида 19, али је постао најгледанији наслов директног стриминг приказивања у 2020. години.
У развоју је спин-оф којим ће се Џенкинсова усредсредити на Амазонке из Темискире.

## Радња
Млада Дајана Принс учествује у атлетском догађају на Темискири против старијих Амазонки. Након пада са коња, Дајана креће пречицом и враћа се назад, али пропушта контролну тачку. Антиопа је уклања са такмичења, објашњавајући да све што вреди мора бити искрено добијено.
Године 1984, Дајана ради у Смитсоновском институту у Вашингтону, док тајно изводи херојска дела као Чудесна Жена. Нову музејску службеницу Барбару Ен Минерву, стидљиву геологињу и криптозоологичарку, сарадници једва примећују и она завиди Дајани. Касније, ФБИ тражи од музеја да идентификује украдене старине из пљачке коју је Чудесна Жена недавно спречила. Барбара и Дајана примећују да један предмет, касније идентификован као Камен снова, садржи латински натпис који тврди да носиоцу испуњава једну жељу.
Барбара жели да постане попут Дајане, али стиче исте суперсиле, док Дајана несвесно жели да њен покојни љубавник Стив Тревор буде жив, васкрсавајући га у телу другог човека; њих двоје су се поново окупили на свечаности Смитсоновског института. Пропали бизнисмен Максвел „Макс Лорд” Лоренцано превари Барбару и украде Камен снова, надајући се да ће искористити његову моћ да спаси своју банкротирано нафтно предузеће. Жели да „постане” камен и стекне његове моћи давања жеља, постајући богата и моћна фигура која ствара хаос и уништавање док његове моћи покрећу светску нестабилност.
Барбара, Дајана и Стив откривају да је Камен снова створио Долос / Мендације, бог несташлука, познат и као Војвода обмане. Удовољава жељи корисника уз наплату путарине, осим ако се не одрекне жеље или уништи камен. Иако се Дајанина моћ и Барбарина хуманост смањују, обе нису спремне да се одрекну својих жеља. Дознавши од америчког председника за сателитски систем који емитује сигнале глобално, Макс, чија моћ проузрокује погоршање његовог тела, планира да глобално испуни жеље да гледаоцима украде снагу и животну силу и поврати здравље. Дајана и Стив му се супротстављају у Белој кући, али Барбара, сада у складу са Максом, побеђује Дајану, бежећи са Максом на Marine One-у. Стив убеђује Дајану да се одрекне своје жеље и пусти га, враћајући јој снагу и стичући способност летења.
Обукавши оклоп амазонске ратнице Астерије, Дајана лети до сателитског седишта и поново се бори против Барбаре, која се трансформисала у хуманоидног гепарда након што је желела да постане апекс предатор. Након бруталне борбе, Дајана је одвела Барбару у језеро и ударила је струјом, а затим је извукла. Суочава се са Максом и користи свој ласо истине да преко њега комуницира са светом, наговарајући све да се одрекну својих жеља. Затим показује Максу визије његовог властитог несрећног детињства и његовог сина Алистера, који усред хаоса махнито тражи оца. Макс се одриче своје жеље и поново се састаје са Алистером, а Барбара се враћа у нормалу. Нешто касније, Дајана упознаје човека чије је тело Стив поседовао. У међувремену, открива се да Астерија тајно живи међу људима.

## Улоге
| Глумац       | Улога                         |
| ------------ | ----------------------------- |
| Гал Гадот    | Дајана Принс / Чудесна Жена   |
| Крис Пајн    | Стив Тревор                   |
| Кристен Виг  | Барбара Минерва / Гепард      |
| Педро Паскал | Максвел „Макс Лорд” Лоренцано |
| Робин Рајт   | Антиопа                       |
| Кони Нилсен  | Хиполита                      |